# Pierre Rémond de Sainte-Albine
Pierre Rémond de Sainte-Albine (* 29. Mai 1699 in Paris; † 9. Oktober 1778 ebenda) war ein französischer Historiker und dramatischer Schriftsteller. Er schrieb unter anderem für die La Gazette (1733–1749 und 1751) und für Mercure de France, wo er eine Zeit lang als Herausgeber tätig war.

## Le Comédienund die Übersetzung durch Lessing
Sainte-Albine publizierte 1747 die Schrift „Le Comédien“, in der er die Schauspieltheorie vom Gefühlsschauspieler erläuterte. Er bestand auf die natürliche Wiedergabe des Spiels und eine vollkommene Identifikation des Schauspielers mit seiner Rolle. Der Akteur soll die Gefühle und Empfindungen der Rolle in sich aufnehmen und dadurch selbst fühlen. Diese Theorie übersetzte Gotthold Ephraim Lessing im Jahre 1754. Lessing äußerte sich selbst zu seinen Übersetzungstätigkeiten wie folgt:
„Ich habe lange Zeit vorgehabt, dieses Werk des Herrn von Sainte Albine zu übersetzen. Doch Gründe, die ich am Ende anführen will, haben mich endlich bewogen, die Übersetzung in einen Auszug zu verwandeln. Ich werde mich bemühen, ihn so unterrichtend, als möglich zu machen.“
Hier schwingt also durchaus ein subjektiver Kommentar von Lessing in der Übersetzung mit und er äußert auch Kritik an Saint-Albines Schauspieltheorie. Laut Lessing können nur diejenigen, welche wirklich von „einem edlen Enthusiasmo“ beseelt sind, als Bühnenhelden natürlich wirken. Das heißt, dass sie es verstehen, überzeugend zu agieren. Wie die Actio der Rhetorik, so stellt auch die Schauspielkunst auf das Prinzip natürlich-unwillkürlicher Expressivität um. Zunächst betont er, dass Sainte-Albine lediglich ein Gelehrter sei und nicht selbst Schauspieler ist, d. h. auch keine praktische Erfahrung vorweisen kann. Doch auch andere Aspekte kritisiert Lessing:
„Der Herr Remond von Sainte-Albine setzet in seinem ganzen Werke stillschweigend voraus, dass die äußerlichen Modifikationen des Körpers natürliche Folgen von der inneren Beschaffenheit der Seele sind, die sich von selbst ohne Mühe ergeben.“
Anders als ein Mensch, der sich seinen Gefühlen unbedacht überlässt, muss der Schauspieler dafür Sorge tragen, dass die Zeichen deutlich visualisiert werden. Während Sainte-Albine vom Schauspieler fordert, dass er fühlt, so fordert Lessing, dass der Akteur die Gefühle mitteilt. Der signifikante Unterschied von Lessing zu Sainte-Albine ist: Nicht von Innen nach Außen geht der Weg, sondern von Außen nach Innen. Nicht die innere Natur regiert den Ausdruck und setzt die Zeichen, sondern der Schauspieler wird zunächst in die Welt der Zeichen eingeführt, mit ihren Bedeutungszuschreibungen, von welchen man aus Erfahrung weiß, bekannt gemacht und „auf eine gewisse mechanische Art“ in der Hervorbringung charakteristischer Zeichen übt.

## Publikationen (Auswahl)
- Der Schauspieler. Ein dogmatisches Werk für das Theater. Aus dem Französischen des Herrn Remond de Sainte Albine. 2 Teile in 1 Band. Richter, Altenburg 1772.

## Ehrungen
1755 wurde er zum auswärtigen Mitglied der Königlich Preußischen Sozietät der Wissenschaften gewählt.